# Izabelin (obwód grodzieński)
Izabelin (biał. Iзaбeлін) – wieś na Białorusi w rejonie wołkowyskim obwodu grodzieńskiego.
Siedziba parafii prawosławnej (pw. św. Michała Archanioła) i rzymskokatolickiej (pw. Świętych Piotra i Pawła).
Miasto magnackie położone było w końcu XVIII wieku w powiecie wołkowyskim województwa nowogródzkiego. 

## Historia
Wieś została założona przez podskarbiego wielkiego litewskiego Jerzego Detloffa Flemminga i nazwana na cześć jego córki Izabeli Czartoryskiej z Flemmingów (żony Adama). Istniała tu wcześniej wieś Pietuchowo (Pietuchów), w której w 1668 wzmiankowano kościół katolicki, w którym wcześniej był zbór kalwiński. W 1638 roku został tu pochowany Mikołaj Sapieha.
W końcu XVIII i w XIX wieku znajdowała się tutaj siedziba parafii ewangelicko-reformowanej; pierwszym jej proboszczem był Władysław Kurnatowski. Murowany kościół z 1778 roku, ufundowany przez generała Jana Grabowskiego, był przeznaczony dla obu wyznań ewangelickich. Od 1780 do 1858 roku w Izabelinie miało miejsce 11 synodów Jednoty Litewskiej. 
Podczas wojny Napoleona z Rosją w 1812 roku miasteczko pełniło funkcję siedziby powiatu, w miejsce spalonego Wołkowyska.
W 1878 roku na 577 mieszkańców, 487 stanowili Żydzi. W XIX wieku rosyjskie władze zaborcze przejęły unicką cerkiew p.w. Św. Michała i uruchomiły w niej cerkiew prawosławną (miejscowa ludność unicka po synodzie połockim powróciła do prawosławia).
W latach 1921–39 należało do II Rzeczypospolitej jako wieś siedziba wiejskiej gminy Izabelin w powiecie wołkowyskim województwa białostockiego, było jednocześnie siedzibą filiału wileńskiej parafii ewangelicko-reformowanej. W 1929 w mieście funkcjonował kościół ewangelicki, cerkiew oraz synagoga. W lipcu 1933 roku rozpoczęto budowę drewnianego kościoła katolickiego p.w. Matki Boskiej Nieustającej Pomocy, ukończonego w roku następnym. Kościół ten spłonął w 1941 roku.
W Izabelinie urodzili się: Maurycy Grabowski (1800-1875, hrabia, kapitan wojsk belgijskich), Gustaw Strawiński (1837-1905, oficer, powstaniec styczniowy), Michał Jastrzębski (1902–1938, duchowny ewangelicko-reformowany)..

## Zabytki
- Kościół katolicki pw. św. św. Piotra i Pawła - założony w 1778 roku jako zbór kalwiński, z inicjatywy hrabiego Jana Jerzego Grabowskiego. W dwudziestoleciu międzywojennym w świątyni modlili się również ewangelicy augsburscy[7]. Budowla w stylu barokowym. Po spaleniu drewnianego kościoła katolickiego w 1941 roku, przejęta na kościół katolicki. Kościół zamknęły władze sowieckie w 1947 roku. Odzyskany w 1992 roku i poświęcony w 1993.
- Cmentarz przykościelny, na którym znajdują się dwa nagrobki związane z historią litewskiego kalwinizmu: Agaty Kurnatowskiej z Kisznerowskich (zm. 1928) oraz Felicjana Kurnatowskiego (zm. 1933)
- Cerkiew prawosławna św. Michała Archanioła (zbudowana jako greckokatolicka pod koniec XVIII wieku)

## Parafia Kościoła rzymskokatolickiego
Parafia św. Apostołów Piotra i Pawła w Izabelinie leży w dekanacie wołkowyskim diecezji grodzieńskiej. Prowadzona jest przez misjonarzy klaretynów.